# Tragedia Makbeta (film 1971)
Tragedia Makbeta (inny tytuł Makbet, ang. The Tragedy of Macbeth) – film fabularny Romana Polańskiego z 1971 roku, zrealizowany na podstawie sztuki Williama Szekspira Makbet.
Tragedia Makbeta to pierwszy film Polańskiego zrealizowany po tragicznej śmierci jego żony, Sharon Tate. Krytycy uważali, że film jest nacechowany większą brutalnością niż dramat Szekspira, ponieważ znajdujący się w depresji Polański chciał odreagować rodzinną tragedię.
Film został wyprodukowany przy wsparciu Victora Lownesa, członka zarządu Playboya, a realizacja filmu (kręconego w Walii) przedłużyła się i jego budżet wynoszący 2,5 miliona dolarów musiał zostać zwiększony o dodatkowe 600 tysięcy.

## Fabuła
XI wiek, Szkocja. Historia lorda, żądnego władzy Makbeta, który za namową swojej żony w podstępny sposób zabija króla Szkocji i przejmuje po nim tron – realizuje się w ten sposób przepowiednia wiedźm, które Makbet spotkał wracając z wojny. Nowo koronowany król i jego żona, zamiast cieszyć się władzą, nękani wyrzutami sumienia popadają stopniowo w obłęd.

## Obsada
- Jon Finch – Makbet
- Francesca Annis – żona Makbeta
- Martin Shaw – Banquo
- Terence Bayler – Macduff
- John Stride – Ross

## Nagrody
- 1973: nagroda dla Anthony’ego Mendlesona za najlepsze kostiumy na BAFTA Awards